# Joan Cruz
Joan Manuel Cruz Castro (* 4. April 2003 in Santiago) ist ein chilenischer Fußballspieler. Der Mittelfeldspieler wurde mit dem CSD Colo-Colo 2022 chilenischer Meister.

## Karriere

### Verein
Joan Cruz kam mit sieben Jahren in die Jugend vom CSD Colo-Colo und unterschrieb 2019, kurz vor der anstehenden U17-Weltmeisterschaft, seinen ersten Profivertrag. Sein Debüt gab er allerdings erst 2020. 2021 gewann der junge Stürmer die Copa Chile und stand auch beim  Supercup-Sieg 2022 auf dem Platz. Er lehnte Anfang 2023 eine Vertragsverlängerung der Albos ab und wechselte nach Spanien zu Real Oviedo Vetusta, wo er einen Fünfjahresvertrag unterschrieb.
Im Juli 2023 gab der Verein die Leihe von Cruz zurück in sein Heimatland zu Everton bekannt. Im November einigten sich beide Klubs auf eine Verlängerung der Leihe bis Ende 2024.

### Nationalmannschaft
Joan Cruz wurde im April 2015 in die U15-Nationalmannschaft für ein UEFA-U16-Turnier in Finnland berufen. 2019 spielte er für die U17-Nationalmannschaft bei der Weltmeisterschaft in Brasilien, wo er gegen den Gastgeber und späteren Weltmeister Brasilien bei der 2:3-Niederlage im Achtelfinale beide Tore erzielte.
Für die La Roja der U20 trat er unter anderem bei den Südamerikaspielen 2022 und bei der Südamerikameisterschaft 2023 an.

## Erfolge
Colo-Colo
- Chilenischer Meister: 2022
- Chilenischer Pokalsieger: 2019, 2021
- Chilenischer Supercup-Sieger: 2022